# Bonifácio del Vasto
Bonifacio del Vasto (Savona c. 1060 — entre 1127 e 1132) foi marquês da Ligúria Ocidental e de Savona entre 1084 e 1125. As suas origens estão na descendência da Dinastia dos Aleramici. Nasceu em Savona na segunda metade do século XI, cerca de 1060 e morreu em data imprecisa entre 1127 e 1132.

## Relações familiares
Foi filho do marquês Teuto de Savona e de Berta (? - c. 1060), filha de Ulrico Manfredo II de Turim. Casou com Alice de Saboia, filha de Pedro I de Saboia (1048 - 9 de julho de 1078) e de Inês de Poitou (c. 1052 - depois de 18 de junho de 1089), de quem não terá tido filhos.
Casou em segundas núpcias com Inês de Vermandois (c. 1082 -?), filha de Hugo I de Vermandois  (1057 - Tarso, 18 de Outubro de 1101) e de Adelaide de Valois e Crépy, de quem teve:
1. Manfredo I del Vasto, marquês de Saluzzo, casado com Eleanora.
2. Guglielmo del Vasto.
3. Ugo de Clavesana.
4. Anselmo del Vasto.
5. Enrico del Vasto.
6. Bonifácio del Vasto, marquês de Cortemilia.
7. Odone del Vasto, marquês de Loreto.
8. Sibila de Saluzzo casada com Guilherme VI de Montpellier (1102 - 1162), senhor de Montpellier.

Bonifácio, dado o falecimento do seu irmão Manfredo Incisa del Vasto (Piemonte,  Liguria – Savona, 1079), recebeu para criar a filha deste:
1. Adelaide del Vasto (c.1075 - 16 de Abril de 1118) que casou com o conde Rogério I da Sicília (1030 - 22 de Junho de 1101)[4][5] e depois com o rei Balduíno I de Jerusalém, ou Balduíno de Bolonha (c.1058 - Al-Arish, Egipto, 2 de Abril de 1118) foi um dos líderes da Primeira Cruzada.